# Nikesermos
Nikesermos war ein griechischer Töpfer, tätig im späten 7. Jahrhundert v. Chr. in Ionien, vielleicht auf Chios.
Sein Name ist nur durch eine vollständige und zwei stark fragmentierte Signaturen auf ionischen Kelchen aus Emporion auf Chios bekannt.